# Galgula
Galgula is een geslacht van vlinders van de familie uilen (Noctuidae), uit de onderfamilie Hadeninae.

## Soorten
- G. castra Schaus, 1898
- G. partita Guenee, 1852
- G. subapicalis Hampson, 1909